# شاپرک‌های ابریشمی
شاپرک‌های ابریشمی (نام علمی: Bombycidae) نام یک تیره از بالاخانواده ابریشمی‌واران است.